# Old Europa Café
Old Europa Café ist ein seit 1983 aktives italienisches Independent-Label.

## Geschichte und Ausrichtung
Labelbegründer Rodolfo Protti begann im Jahr 1983 mit dem Vertrieb von Langspielplatten und Musikkassetten. Name und Logo entlehnten sich Dadaismus und Futurismus und soll einen angenehmen und traditionellen Ort bezeichnen. Andere Tonträgerformate folgten in den Jahren darauf. Im Verlauf der 1990er Jahre gewann Old Europa Café zunehmend an Renommee. Mit Veröffentlichungen und Wiederveröffentlichungen von Interpreten wie Boyd Rice, Psychic TV, Nurse with Wound und Sixth Comm zählt das Unternehmen zu den namhaften Unternehmen des Post-Industrial.
Protti begann Old Europa Cafe mit dem Vertrieb einer Reihe von Musikkassetten und der Vinyl-Kompilation Czech! Till now you were alone. Die Kassetten widmeten sich Musikgruppen, deren Aufnahmen in ihrer damals sozialistisch regierten Heimat nicht veröffentlicht werden durften. Die Kompilation enthielt eine Zusammenstellung aller auf den Kassetten vertretenen Interpreten. Dem Post-Industrial wandte sich das Label Ende der 1980er mit Veröffentlichungen von De Fabriek und Brume zu. Noch bis in die späten 1990er Jahre blieb das Label dabei ein sporadisch geführtes Independent-Label mit einem Schwerpunkt auf Musikkassetten. Im Jahr 1997 gedachte Protti das Label zu professionalisieren, stellte den Vertrieb von Musikkassetten weitestgehend ein und konzentrierte sich auf andere Tonträgerformate.
Die beiden musikalische Schwerpunkte des Labels liegen in der Reihe „Industrialia“ auf Death Industrial, Power Electronics und Noise, in der Reihe „Exoterica“ auf Ambient und Dark Ambient. Die beiden Pole repräsentieren die „Weltanschauung“ des Labelbetreibers und die Ausrichtung des Unternehmens, die unter „Industrialia“ auf Philosophie, Macht und Herrschaft, unter „Exoterica“ auf Magie, Transzendenz und das Unbekannte richtet.

## Künstler (Auswahl)
- Ain Soph
- Art Abscons
- Atrax Morgue
- Autopsia
- Maurizio Bianchi
- Black Leather Jesus
- Blood Axis
- Coil
- Dead Body Love
- Deutsch Nepal
- Discordance
- Endura
- K2
- Macelleria Mobile di Mezzanotte
- Macronympha
- Mauthausen Orchestra
- Merzbow
- Negru Voda
- Nordvargr
- Rapoon
- raison d’être
- The Rita
- Satanismo Calibro 9
- Senketsu No Night Club
- Sigillum S
- Urna